# جيمي ستيفن
جيمي ستيفن (بالإنجليزية: Jimmy Stephen)‏ (23 أغسطس 1922 في المملكة المتحدة - 5 نوفمبر 2012) هو لاعب كرة قدم بريطاني (وحمل سابقاً جنسية المملكة المتحدة لبريطانيا العظمى وأيرلندا) في مركز الدفاع. شارك مع منتخب اسكتلندا لكرة القدم. أما مع النوادي، فقد لعب مع نادي بورتسموث ويوفل تاون ونادي برادفورد بارك أفنيو.

## وصلات خارجية
- جيمي ستيفن على موقع الاتحاد الإسكتلندي (الإنجليزية)
- جيمي ستيفن على موقع قاعدة بيانات كرة القدم.إي يو (الإنجليزية)